# ایهالا ویتیالا
ایهالا ویتیالا (به لاتین: Ihala Vitiyala) یک منطقهٔ مسکونی در سری‌لانکا است که در استان جنوبی (سری‌لانکا) واقع شده‌است.